# 中国环球电视网
中国环球电视网（英語：China Global Television Network，缩写作 ），又称中国国际电视台，是中国国有媒体中央广播电视总台所属的一个外语电视网，受中国政府资助并受中宣部领导。 中国环球电视网前身为中国中央电视台外语国际频道，於北京时间2016年12月31日12:00（格林尼治时间4:00）开播。CGTN总部位于北京，当前使用中央广播电视总台光华路办公区办公，并在肯尼亚内罗毕、美国华盛顿哥伦比亚特区、英国伦敦设非洲、北美、欧洲代表处、观众范围覆盖全球160多个国家和地区。

## 历史

### 央视外语节目时期
如不计入外语教学节目，央视的外语节目始于1986年，名称为“CCTV External Service”。1986年12月30日，中国中央电视台《英语新闻》（CCTV NEWS）节目开播，当时每天20:30在中央电视台第三套节目此后中央电视台对外部开办了一系列外语节目，主要面向在华外国人播出。1992年1月1日，央视的英语节目开始通过卫星覆盖北美地区。中国中央电视台国际频道（CCTV-4）开播后，央视的外语节目开始在CCTV-4播出，直到2002年CCTV-4改为全中文频道为止；而CCTV-2的外语节目在CCTV-4开播后仍保留一段时间。
在CGTN开播之前，央视共有六套外语频道，分别为1997年开播的英语频道、2007年分频播出的西班牙语频道及法语频道、2009年7月25日开播的阿拉伯语频道和同年9月10日开播的俄语频道、以及2011年1月1日开播的纪录频道（CCTV-9）的英文版。2016年2月19日，中共中央总书记、中国国家主席习近平在央视、人民日报社和新华社视察时提出“要加强国际传播能力建设，增强国际话语权，集中讲好中国故事，同时优化战略布局，着力打造具有较强国际影响力的外宣旗舰媒体”；央视成立CGTN的举动被认为是受到了习近平讲话的影响，也被认为是中国媒体影響国际、争夺国际话语权的又一举动。

### 筹备及发展
2016年12月底，中央电视台特约评论员、中央财经大学副教授刘春生在新浪微博爆料，中央电视台外语频道将更名为“中国环球电视网”，并且正在进行改版演练、样片制作工作；但该条微博不久后被删除。随后有媒体查阅央视网发布的节目单，发现中央电视台俄语频道于北京时间2016年12月31日中午12:00播出《中国环球电视网俄语频道开播特别新闻节目》；另外中国环球电视网官网（www.cgtn.com）也已上线。
2016年12月30日，中央电视台正式发布了中国环球电视网筹建的消息，中央电视台外语频道将于2017年新年前夕统一更名为“中国环球电视网”。据中央电视台官方介绍，中国环球电视网将是一个多语种、多平台媒体集群，它将由6个电视频道、1个视频发稿通讯社和新媒体机构等组成。6个电视频道中，原中央电视台英语新闻频道更名为中国环球电视网（英语频道），中央电视台的西班牙语、法语、阿拉伯语和俄语频道更名为中国环球电视网的西班牙语、法语、阿拉伯语和俄语频道，中央电视台纪录频道英文版更名为中国环球电视网纪录频道。2012年1月11日、2012年2月7日开播的中国中央电视台非洲分台、北美分台亦一并转入中国环球电视网旗下。
2016年12月31日北京时间12:00（格林尼治时间4:00），中国环球电视网正式开播，习近平代表中共中央致信祝贺，中共中央政治局常委、中共中央书记处书记刘云山出席开播仪式并讲话，中共中央宣传部部长刘奇葆在开播仪式上宣读习近平的贺信。
中国环球电视网各频道开播时节目如下：
- 中国环球电视网英语频道（CGTN主频）：（环球瞭望）
- 中国环球电视网西班牙语频道：（新闻）
- 中国环球电视网法语频道：（新闻）
- 中国环球电视网阿拉伯语频道：（新闻）
- 中国环球电视网俄语频道：（新闻）
- 中国环球电视网纪录频道：纪录片《一带一路》（英语配音版）

CGTN开播后沿用了原CCTV外语频道的主题音乐，节目包装也与CCTV时期相似，但由红色包装改为蓝色。
2017年3月9日，为中国环球电视网运行设立的“中国环球广播电视有限公司”在北京市工商局完成注册手续，正式成立。该公司为中国国际电视总公司全资子公司，由央视副台长孙玉胜担任公司董事长兼法定代表人。
2018年3月21日，根据中共中央印发的《深化党和国家机构改革方案》，原中央电视台（中国环球电视网）、中央人民广播电台、中国国际广播电台合并，组建新的中央广播电视总台，作为国务院直属事业单位，归口中共中央宣传部领导。原中央电视台（中国环球电视网）、中央人民广播电台、中国国际广播电台建制撤销，但对内保留原呼号，对外统一呼号为“中国之声”。
2018年9月，美国司法部援引美国《外国代理人登记法》要求中国环球电视网注册为“外国代理人”。。2019年2月1日，中国国际电视台美国分部正式在美国司法部注册为外国代理人
2019年10月8日0:00，CGTN欧洲分台制作的《Global Business Europe》开播，标志着欧洲分台正式投入使用。
2020年10月12日起，CGTN与中国国际广播电台（CRI）日语部合作，每日在CRI日语官网播出一节CGTN日语新闻，节目由CRI制作。
2021年12月14日，中国国际广播电台英语广播英文呼号变更为“CGTN Radio”；之后国广法语广播和俄語廣播也分別改以“CGTN Radio Français”和“CGTN Подкасты”的名义播放。
2023年10月，中国国际广播电台土耳其語廣播頻率社交平台名字由「CRI Turk」改為「CGTN Turk」，發布的視頻統一使用CGTN標記；同月，馬來語和豪薩語廣播頻率的社交專頁亦冠上CGTN字樣。隨後，中國環球電視網開設中亞地區各語言的臉書專頁，增加國際傳播影響力。

## 大事记
- 1986年12月30日，中国中央电视台《英语新闻》（CCTV NEWS）节目开播。
- 1997年9月20日，中央电视台英语传送频道开播。
- 2000年9月25日，中央电视台英语传送频道更名为中央电视台英语国际频道（CCTV International）。
- 2004年10月1日，中央电视台西班牙语·法语频道（CCTV-E&F）开播。
- 2007年10月1日，中央电视台西班牙语·法语频道分拆为中央电视台西班牙语频道和中央电视台法语频道。
- 2009年7月25日，中央电视台阿拉伯语频道开播。
- 2009年9月10日，中央电视台俄语频道开播。
- 2010年4月26日，中央电视台英语国际频道更名为中央电视台英语新闻频道（CCTV News）。
- 2011年1月1日，中央电视台纪录频道（CCTV-9）英文版（CCTV Documentary）开播。
- 2016年12月31日北京时间12:00（格林尼治时间4:00），中国环球电视网开播，所有中央电视台外语频道更名为“中国环球电视网XX频道”。
- 2019年10月8日0:00，CGTN欧洲分台启用，首个播映的节目为《Global Business Europe》。
- 2021年6月26日0:00，CGTN全套高清频道连同CCTV4欧洲版、美洲版高清信号在中国境内各地IPTV相继落地，收视覆盖范围在中国大陆地区进一步扩大。[20]

## 频道列表

### 电视频道
| 頻道名稱     | 语言     | 广播格式                        | 啟播時間 | 頻道口號 | 频道前身                                                                          | 備註 |
| 英語频道     | 英语     | SD: PAL 576i 挤压16:9 HD: 1080i | 标清版： 1997年9月20日 上星：2000年9月25日 更名：2010年4月26日（CCTV-NEWS） 2016年12月31日北京时间12:00（格林尼治时间4:00）（CGTN） 标清16:9：2015年1月 高清上星开播：2016年9月1日                  | See the difference （看见不同） 之前使用过的口号： Your window on China and world （英语国际频道时期） Your link to Asia Taking you further （英语新闻频道时期） | 中央电视台英语传送频道 中央电视台英语国际频道 中央电视台英语新闻频道              | 前频道名为“中国中央电视台英语国际频道”（CCTV International），当时呼号为“CCTV-9”。2010年4月26日改为“中国中央电视台英语新闻频道”（CCTV-NEWS）并撤销CCTV-9呼号。2016年12月31日北京时间12:00（格林尼治时间4:00）改为中国环球电视网（CGTN）英語頻道。 |
| 西班牙语频道 | 西班牙语 | SD: PAL 576i 挤压16:9 HD: 1080i | 标清版：2004年10月1日（西法共频） 更名：2007年10月1日（西法分频） 2016年12月31日北京时间12:00（格林尼治时间4:00）（CGTN西语频道） 标清16:9：2014年4月11日（或高标清同播，但HD信号不对中国境内播出） | Ve la diferencia | 中央电视台西法频道 中国中央电视台西班牙语·法语国际频道 中央电视台西班牙语国际频道 | 2004年10月1日开播时为西班牙语、法语共用一个频道（台标为CCTV-E&F），2007年10月1日分频播出。 |
| 法语频道     | 法语     | SD: PAL 576i 挤压16:9 HD: 1080i | 标清版：2004年10月1日（西法共频） 更名：2007年10月1日（西法分频） 2016年12月31日北京时间12:00（格林尼治时间4:00）（CGTN法语频道） 标清16:9：2014年4月11日（或高标清同播，但HD信号不对中国境内播出） | Regard de la Chine | 中央电视台西法频道 中国中央电视台西班牙语·法语国际频道 中央电视台法语国际频道     | 2004年10月1日开播时为西班牙语、法语共用一个频道（台标为CCTV-E&F），2007年10月1日分频播出。 |
| 阿拉伯语频道 | 阿拉伯语 | SD: PAL 576i 挤压16:9 HD: 1080i | 标清版：2009年7月25日 更名：2016年12月31日北京时间12:00（格林尼治时间4:00） 标清16:9：2014年4月18日（或高标清同播，但HD信号不对中国境内播出）                                                       | | 中央电视台阿拉伯语国际频道                                                        | |
| 俄语频道     | 俄语     | SD: PAL 576i 挤压16:9 HD: 1080i | 标清版：2009年9月10日 更名：2016年12月31日北京时间12:00（格林尼治时间4:00） 标清16:9：2014年4月18日（或高标清同播，但HD信号不对中国境内播出）                                                       | Видеть мир иначе! | 中央电视台俄语国际频道                                                            | |
| 纪录频道     | 英语     | SD: PAL 576i 挤压16:9 HD: 1080i | 标清版：2011年1月1日 更名：2016年12月31日北京时间12:00（格林尼治时间4:00） 高标清数模同播：2014年1月7日 高标清16:9同播：2015年8月17日 高清上星：2016年9月1日                                        | See the Changes （看见改变） | 中央电视台英语纪录频道                                                            | |

### 广播频率
| 频率名稱                                | 语言 | 广播格式                 | 啟播時間       | 頻道口號                         | 频道前身 | 備註            |
| CGTN Radio 中央广播电视总台英语资讯广播 | 英语 | 中波、短波、互联网       | 1947年9月11日  | Hear the difference （听见不同） | 陕北新华广播电台英语广播 北平/北京新华广播电台英语广播 北京广播电台英语广播 CRI Beyond Beijing CRI NEWS Plus China Plus Radio |                 |
| CGTN Radio Français                     | 法语 | 中波、短波、调频、互联网 | 1958年6月5日   |                                  | 北京广播电台/中国国际广播电台法语广播                                                                                         |                 |
| CGTN Подкасты                           | 俄語 | 中波、短波、调频、互联网 | 1954年12月24日 |                                  | 中国国际广播电台俄语广播 | 2023年由CRI轉型 |

### 網絡平台
截至目前，原中国国际广播电台旗下外语广播的新媒体平台全部改以CGTN的名义继续运作。

## 社交媒体帐号
CGTN在中国境内外的多个社交网站上开设了多个媒体账号，这些网站包括了：LinkedIn、微信公众号、微博、秒拍、抖音、哔哩哔哩、Tumblr、Pinterest、Instagram、Facebook、Twitter和YouTube。同時也在移动设备的Twitter、微博、微信公众号等平台推送與新聞有關的簡訊。
CGTN也在App Store、Google Play等手机应用市场提供客户端，供观众查看新闻资讯，CGTN频道的直播和节目回看。